# Куликове поле (Севастополь)
Куликове поле (крим. Kulıkove Meydanı), раніше також Марсове поле (крим. Marsove Meydanı), Олександрівське поле — район у складі Ленінського району міста Севастополь.

## Опис
Знаходиться між Історичним бульваром, Сарандінакіною балкою та проспектом Острякова. Колись він був широким рівним простором, зараз забудований житловими будинками.

## Історія
До початку будівництва нового мікрорайону на його місці розташовувався великий рівний простір.
У першій половині XIX століття територію називали Марсовим полем (на ім'я бога війни Марса); другий варіант приблизно того ж часу  — Олександрівське поле (на ім'я царя Алєксандра I), сьогодні більш відома назва Куликове поле, за прикладом місцевостей в російських містах, на згадку про Куликовську битву.
У XIX столітті тут проводили військові огляди, а на початку XX століття створений аеродром. У 1910 році на Куликовому полі відкрита одна з двох перших авіашкіл в Російській імперії, але з 1911 вона перемістилася у Качу. У Другу Світову війну тут базувалися частини Військово-повітряних сил Чорноморського флоту СРСР.